# Hochplattig
Le Hochplattig est une montagne d'une altitude de 2 768 m dans le massif du Wetterstein, en Autriche.

## Géographie
Le Hochplattig se situe sur la crête principale du chaînon de Mieming, qui s'étend du Wannig à l'ouest jusqu'à la Hohe Munde à l'est ; il est le point culminant du chaînon. Son voisin immédiat à l'ouest est l'Östliche Mitterspitze (2 705 m), à l'est il est suivi par l'Alplscharte (2 317 m) et par le Hochwand (2 721 m). Au sud de la montagne, sous les sommets des Gacher Blick (1 909 m) et Judenköpfe (2 021 m), se trouvent le plateau de Mieming et la vallée de l'Inn. Au nord, l'Ehrwalder Alm sépare le bassin d'Ehrwald du Gaistal. Sur la crête nord du Hochplattig, qui sépare l'Igelskar au nord-ouest du Schwarzbachkar au nord-est, se trouve le Breitenkopf (2 469 m). Au nord, le Hochplattig se caractérise par des parois rocheuses abruptes ; au sud, les pentes herbeuses abruptes et les terrains escarpés prédominent.
Le point culminant du Hochplattig est le sommet le moins prononcé (2 768 m), qui se situe approximativement au milieu de la crête d'environ 700 m de long entre le sommet occidental à 2 749 m d'altitude et le sommet oriental à 2 698 m d'altitude.

## Histoire
Le sommet oriental fut très tôt escaladé par les chasseurs locaux. Le sommet principal, cependant, fut escaladé pour la première fois le 11 août 1872 par Hermann von Barth, et le Westeck fut escaladé pour la première fois le 21 août 1883 par Ludwig Purtscheller.

## Ascension
Bien que le Hochplattig soit la montagne la plus haute de sa région et offre un bon panorama, il est relativement rarement gravi. Il n'y a pas de chemin menant à l'arête sommitale, il n'y a que quelques pistes d'escalade depuis la fin du chemin balisé jusqu'au Gachen Blick au sud. Le reste du parcours doit être parcouru dans des ravins abrupts (difficulté 1) sur un terrain sans sentier, fragile et sujet aux chutes de pierres, ce qui est difficile en termes d'orientation. Le sommet oriental est le plus facile à atteindre.
La plupart des autres voies, par exemple depuis l'Alplscharte (difficulté 3), depuis le sud-ouest (difficulté 2), par la face nord (difficulté 2) ou depuis l'Alplhaus au sud-est (difficulté 1), sont très fragiles et sont rarement utilisées.